# L'angelo nero (romanzo noir)
L'angelo nero (The Black Angel), è un romanzo poliziesco di Cornell Woolrich, pubblicato nel 1943. Tradotto in nove lingue, in Italia è uscito nel 1950, nella collana Il Giallo Mondadori, con il numero 103.

## Trama
La narrazione è condotta in prima persona da Alberta, Viso d'angelo.
Da quattro anni Alberta è sposata con Kirk Murray, quando si accorge che il marito ha una relazione con un'altra donna, una ballerina di nome Mia Mercer. I due stanno per fuggire insieme, perciò Alberta, che non può più ignorare il fatto, si reca in casa della rivale. Entrata senza difficoltà, trova che Mia è stata soffocata con un cuscino. Il telefono squilla e Alberta, alzato il ricevitore, sente la voce del marito. Presa dal panico, decide di fuggire, non prima di aver preso l'agenda di Mia. Nell'uscire, trova anche un misterioso pezzetto di cartoncino con una M, servito a tenere bloccata la porta d'ingresso e a farla sembrare chiusa.
L'unico pensiero di Alberta è tenere il marito fuori dall'omicidio e la giovane sa benissimo di aver ostacolato in vari modi la giustizia. Quando, dopo ore di attesa, Murray entra in casa ammanettato, lei  tenta con ogni mezzo di convincere gli agenti che Murray è innocente, ma il marito stesso riesce a farle capire che con le sue rivelazioni lei può solo danneggiarlo. Poco dopo avviene il processo e Murray è giudicato colpevole e condannato alla sedia elettrica. Alberta, disperata, si rivolge a uno dei poliziotti, l'ispettore Flood, e, dopo aver sostenuto che stanno condannando un innocente,  gli annuncia che vuole indagare lei stessa tra i contatti di Mia che sono segnati con l'iniziale M nell'agenda della rivale.
I contatti sono: Marty, Mordaunt, Mason e McKee. Ad uno ad uno, Alberta trova questi uomini. Marty era il marito di Mia: cacciato, vive ai margini della società in stato di semi follia. Alberta lo attira in un crudele tranello e Marty, credendo di aver ucciso l'assassino di Mia, va a gettarsi nel fiume. Mordaunt invece si rivela un fornitore di droga che si è servito anche di Mia per i suoi crimini. Induce Alberta a portare quattro bustine ad altrettanti "clienti", ma la polizia tiene d'occhio il traffico e la cosa finisce con la distruzione della rete. Aggredita da Mordaunt, Mia è salvata dagli agenti solo per essere arrestata come trafficante. Dopo qualche giorno Flood la fa scagionare, ma la invita a desistere: Mordaunt non ha ucciso Mia perché era in quel periodo in carcere e Alberta ha rischiato tutto per nulla.
Il terzo uomo, Ladd Mason, è un giovane di buona famiglia e attrae Alberta, portandola anche a conoscere la sorella e la madre. In casa della sorella Leila, Alberta riceve da questa un monito a lasciar perdere Ladd e scopre che egli ha delle scatole di cerini con una M impressa sul fondo, uguale al pezzetto di cartone che stava sulla porta di Mia per bloccarla. Con l'aiuto di Flood, Alberta fa registrare un suo dialogo con Mason, in cui egli racconta di essere stato ricattato da Mia che, avendo scoperto una sua malattia, pretendeva una grossa somma per non rivelare la cosa al fidanzato della sorella. Eppure Ladd ammette tutto, ma non di averla uccisa, così Alberta sparisce, rendendosi conto che è vicina ad innamorarsi di lui.
Ma la discesa agli inferi di Alberta non è finita: resta quel tale McKee. Proprietario di un locale notturno, assume Alberta come ballerina, senza che lei sappia danzare. McKee ha notato il suo viso e la vuole vestita da angelo, riuscendo a farla esibire finché, sempre più attratto dalla giovane, la vuole tutta per sé. Ormai il gioco è troppo pesante: McKee la presenta come sua fidanzata e le regala un prezioso anello. Con un semplice raggiro Alberta si fa aprire la cassaforte e si serve del segreto per cercare di notte tra le carte di McKee. Sorpresa da uno scagnozzo del capo, la donna viene denunciata a McKee che, di colpo, sia pure con sofferenza, decide di disfarsi di lei, facendola sopprimere. L'ha sempre chiamata angelo, ora la chiama angelo nero.
Negli istanti che seguono, Alberta riesce ad avvertire Ladd, poi è caricata in auto dagli uomini di McKee. A prezzo di un rocambolesco inseguimento, Ladd la strappa alle mani dei delinquenti e i due si rifugiano nella stanza in cui aveva confidato ad Alberta il suo passato con Mia. Qui, tra i due avviene una più grave rottura, quando Ladd scopre che Alberta è la moglie di Murray, ormai condannato, e che per Murray ha sopportato tanto male. Sentendosi usato, Ladd tenta di strangolare Alberta, confessando ad un tempo di aver ucciso Mia, ma di non averlo detto a nessuno. L'intervento della polizia salva ancora una volta Alberta da mani assassine: Ladd si getta dalla finestra, Flood deve riconoscere che lei è riuscita nel suo intento. Murray ritrova la libertà e la famiglia, ma per Alberta non c'è ritorno al passato e dovrà convivere con i suoi fantasmi, soprattutto Ladd.

## Personaggi
- Alberta French Murray detta Viso d'angelo, ventiduenne moglie di Kirk Murray, accusato e condannato per l'omicidio di Mia Mercer. Compie indagini utilizzando il suo nome da nubile, per salvare il marito e assicurare alla giustizia il vero colpevole.
- Kirk Murray, marito di Alberta, arrestato per l'uccisione di Mia, a causa di prove indiziarie che sembrano schiaccianti. Attende in carcere l'esecuzione sulla sedia elettrica.
- Mia Mercer, ballerina in un locale di intrattenimento. Ha una tresca con Murray e i due stanno per fuggire insieme, quando lei è ritrovata uccisa per soffocamento.
- Flood, ispettore di polizia, arresta Murray ma, quando Alberta lo contatta per sostenere l'innocenza del marito, lui le fornisce alcuni aiuti e tiene la situazione sotto controllo.
- Marty (Martin Blair), marito di Mia Mercer, si è rovinato dopo che lei lo ha cacciato e vive nel Bowery, dove è conosciuto con il nome di Cuoreinfranto.
- Mordaunt (dottor J. Mordaunt), sedicente medico, in realtà spacciatore di droga.
- Mason (Ladd Mason), giovane della buona società, ricattato da Mia.
- McKee, proprietario di un night club, ingaggia Alberta, di cui finisce con l'innamorarsi.

## Opere derivate
Nel 1946, dal libro è stato tratto il film L'angelo nero, di Roy William Neill, con Dan Duryea, Peter Lorre, June Vincent e Wallace Ford.

## Edizioni in italiano
- Cornell Woolrich, L'angelo nero, Periodici Mondadori, Milano 1950
- Cornell Woolrich, L'orrore nero: Contiene. L'incubo nero. L'Angelo nero. (the Black Angel). Appuntamenti in nero. (rendezvous in Black). traduzione dall'inglese, : A. Mondadori, Milano-Verona 1952
- Cornell Woolrich, L'angelo nero, A. Mondadori, Milano 1962
- Cornell Woolrich, La sposa era in nero; L'incubo nero; L'angelo nero, Club degli editori, Milano 1973
- Cornell Woolrich, L'angelo nero, traduzione di Laura Grimaldi, A. Mondadori, Milano 1991
- Cornell Woolrich, L'angelo nero: romanzo, traduzione dall'inglese di Alessandro Rocchetti Bellinzoni, Fanucci, Roma 2005
- Cornell Woolrich, Sipario nero; L'alibi nero; L'angelo nero; Appuntamenti in nero, Mondadori, Milano 2007